# (3479) Malaparte
(3479) Malaparte (1980 TQ) – planetoida z pasa głównego asteroid okrążająca Słońce w ciągu 5,32 lat w średniej odległości 3,05 j.a. Odkryła ją Zdeňka Vávrová 3 października 1980 roku.